# Silke Tesch
Silke Tesch (* 5. Juli 1958 in Holzhausen am Hünstein) ist eine deutsche Politikerin (parteilos, zuvor SPD) und ehemalige Abgeordnete des Hessischen Landtags.

## Ausbildung und Beruf
Silke Tesch ist die älteste von drei Töchtern eines Fliesenlegers und einer Näherin. 1965 wurde sie in die Volksschule Wallau eingeschult. Am 22. August 1966 verlor sie bei einem Unfall, bei dem sie von einem LKW angefahren wurde, ihren linken Unterschenkel. Das zweite Bein konnte nach vielen Operationen gerettet werden. Nach der vierten Klasse wechselte sie auf die Realschule in Biedenkopf. Nach einer Ausbildung zur Erzieherin von 1975 bis 1978 und einer anschließenden Ausbildung zur Industriekauffrau erfolgte 1980 gemeinsam mit ihrem Mann die Gründung eines eigenen Familienbetriebs im Dachdeckerhandwerk. Nachdem der Ehemann 1999 krankheitsbedingt berufsunfähig wurde, arbeitete sie von 2000 bis 2003 als Assistenz in der Geschäftsleitung eines Industriebetriebes.
Ab 1. Oktober 2009 war sie bei der Handwerkskammer Rhein-Main als Koordinatorin für Handwerk und Schule mit dem besonderen Zuständigkeitsbereich für Jugendliche mit schlechten Startchancen beschäftigt. Im Sommer 2010 wechselte sie als Betriebsberaterin zum Jobcenter Marburg-Biedenkopf.
Sie ist seit 1981 verheiratet und hat eine Tochter. Die Tochter ist am 25. Jahrestag des Unfalls geboren, bei dem Tesch ihr Bein verlor.

## Politik
Silke Tesch war seit 1995 Mitglied der SPD und wurde dort Vorsitzende des Ortsvereins Breidenbach sowie kraft Amtes Mitglied des Unterbezirks Marburg-Biedenkopf. Sie war Mitglied der Gemeindevertretung von Breidenbach. Von 2001 bis 2008 war sie Mitglied des Kreistags Marburg-Biedenkopf. Von April 2003 bis November 2008 war sie Abgeordnete im hessischen Landtag. Dort war sie Mitglied im Ältestenrat, im Ausschuss für Wirtschaft und Verkehr, im Petitionsausschuss und in der Härtefallkommission beim Hessischen Minister des Innern und für Sport. Im Jahr 2004 war sie Mitglied der zwölften Bundesversammlung.
Am 3. November 2008 erklärte sie zusammen mit Carmen Everts, Jürgen Walter und Dagmar Metzger, die Wahl von Andrea Ypsilanti zur Ministerpräsidentin mit Stimmen der Linken nicht zu unterstützen. Die geplante Koalition von SPD und Grünen, die durch die Linken toleriert werden sollte, wurde damit unmöglich. Vom Frankfurter Ortsverein Bonames und anderen Ortsvereinen wurde gegen sie ein Parteiausschlussantrag gestellt. Der SPD-Ortsverein Breidenbach, in dem sie große Zustimmung erhielt, beabsichtigte, Silke Tesch erneut für den Landtag zu nominieren. Der SPD-Bezirk Hessen-Nord ordnete aber am 11. November 2008 mit sofortiger Wirkung das Ruhen ihrer Mitgliedsrechte an. Wegen ihres Verhaltens bei der gescheiterten Wahl Andrea Ypsilantis zur Ministerpräsidentin entschied das Schiedsgericht des SPD-Bezirks Hessen Nord im Rahmen des Parteiordnungsverfahrens im November 2009, dass Tesch 18 Monate lang keine Parteiämter wahrnehmen dürfe, und verschärfte damit den Beschluss der Schiedskommission des Unterbezirks Marburg-Biedenkopf, die lediglich eine Rüge erteilt hatte. Tesch legte gegen den Entscheid Berufung ein. Im April 2010 teilte die SPD Silke Tesch mit, dass die Bundesschiedskommission ihr eine Rüge erteile. Ihre Berufung gegen ein 18-monatiges Funktionsverbot war damit erfolgreich. Tesch hatte sich darauf berufen, dass die Gewissensfreiheit von Abgeordneten nicht durch Parteibeschlüsse eingeschränkt werden dürfe.
Am 16. Februar 2012 teilte Tesch ihren Austritt aus der SPD mit. Zuvor hatte sie angekündigt, als unabhängige Bewerberin gegen den SPD-Kandidaten Christoph Felkl für das Bürgermeisteramt der Gemeinde Breidenbach zu kandidieren. Dadurch drohte ihr ein erneutes Parteiordnungsverfahren. Bei der Bürgermeisterwahl am 28. Oktober 2012 unterlag sie mit 39 % gegen Christoph Felkl, der die Wahl mit 61 % gewann.